# Cora L.V. Scott
Cora Lodencia Veronica Scott, född 21 april 1840 i Cuba, New York, död 3 januari 1923 i Chicago, Illinois, var ett amerikanskt medium. Hon tillhör de mest kända gestalterna inom den tidiga spiritismens rörelse under andra hälften av 1800-talet. Hon framträdde från 1855 offentligt som medium, där hon sades fungera som kanal för andar under transtillstånd; hon publicerade också ett antal spiritistiska böcker, som sades vara skrivna av dessa andar genom henne. Hon var från 1875 pastor inom Spiritualist Church i Chicago, och medverkade som grundare av National Spiritualist Association of Churches, vars vice ordförande hon var från 1893 till sin död. Hon var gift fyra gånger och bytte undan för undan namn till Hatch, Daniels, Tappan och Richmond. 